# Rolando José Tornés
Rolando José Tornes Babastro (ur. 7 listopada 1956) – kubański judoka. Olimpijczyk z Moskwy 1980, gdzie zajął piąte miejsce w wadze półciężkiej.
Uczestnik turniejów międzynarodowych. Mistrz kraju w 1980 roku.

## Letnie Igrzyska Olimpijskie 1980
| Konkurencja | Eliminacje          | Eliminacje                 | Finały                  | Finały                 | Klas. końcowa |
| Konkurencja | Przeciwnik I        | 1/4                        | 1/2                     | o 3 miejsce            | Miejsce       |
| ----------- | ------------------- | -------------------------- | ----------------------- | ---------------------- | ------------- |
| 95 kg       | Rajko Kušić (YUG) Z | Bjarni Friðriksson (ISL) Z | Temur Chubuluri (URS) P | Dietmar Lorenz (GDR) P | 5.            |